# Ficus trimenii
Ficus trimenii är en mullbärsväxtart som beskrevs av George King och Trim.. Ficus trimenii ingår i släktet fikonsläktet, och familjen mullbärsväxter. Inga underarter finns listade i Catalogue of Life.